# Мархати
Мархати (пол. Marchaty) — село в Польщі, у гміні Біла-Равська Равського повіту Лодзинського воєводства.
Населення — 137 осіб (2011).
У 1975-1998 роках село належало до Скерневицького воєводства.

## Демографія
Демографічна структура станом на 31 березня 2011 року:
|          | Загалом | Допрацездатний вік | Працездатний вік | Постпрацездатний вік |
| -------- | ------- | ------------------ | ---------------- | -------------------- |
| Чоловіки | 65      | 11                 | 42               | 12                   |
| Жінки    | 72      | 16                 | 39               | 17                   |
| Разом    | 137     | 27                 | 81               | 29                   |